# 配座エントロピー
配座エントロピー（はいざエントロピー、英: conformational entropy）は、分子の配座（コンホメーション）の数に関連するエントロピーである。この概念は、タンパク質やDNAといった生体高分子に最も一般的に適用されるが、多糖やその他の分子に対しても用いられる。配座エントロピーを計算するためには、まず分子の可能な配座を有限な状態数へと離散化する。状態数は通常、任意の構造パラメータの固有の組合せによって特徴付けられ、それぞれにエネルギーが割り当てられる。タンパク質では、主鎖の二面角および側鎖の回転異性体がパラメータとして一般的に用いられ、RNAでは塩基対パターンが用いられる。これらの特徴が（可能な微視的状態の統計力学的意味での）自由度を定義するために用いられる。αヘリックスや折り畳み、非折り畳み構造といった特定の構造（状態）に関連する配座エントロピーは、次にその構造の確率あるいは占有率によって決まる。
不均一なランダムコイルあるいは変性タンパク質のエントロピーは、折り畳まれた天然状態三次構造のものよりも著しく高い。特に、タンパク質中のアミノ酸側鎖の配座エントロピーは非天然状態のエネルギー的安定化の主要原因であると考えられており、ゆえにタンパク質折り畳みの障壁となっていると考えられているが、最近の研究では、側鎖の配座エントロピーが別のコンパクトな構造の中で天然構造を安定化できることが示されている。RNAおよびタンパク質の配座エントロピーは推定することができる。例えば、特定の側鎖が折り畳まれたタンパク質に取り込まれた時の配座エントロピーの損失を推定するための経験的手法は、タンパク質における特定の点変異の効果を大ざっぱに予測することができる。側鎖の配座エントロピーは、全ての可能な回転異性状態にわたるボルツマンサンプリングとして定義できる。
{\displaystyle S=-R\sum _{i}p_{i}\ln(p_{i})}
上式において、{\displaystyle R}は気体定数、{\displaystyle p_{i}}は側鎖が回転異性体{\displaystyle i}である確率である。
プロリン残基の制限された配座範囲は非天然状態の配座エネルギーを低下させ、ゆえに非天然状態と天然状態との間のエネルギー差を増加させる。タンパク質の熱安定性とそのプロリン残基含量との間には相関が観察されている。